# Бруссо, Жорж
Жорж Пьер Жозеф Бруссо (фр. Georges Pierre Joseph Brousseau 30 мая 1859 — 14 ноября 1930) — французский исследователь, колониальный администратор, геолог и поэт.

## Биография
Родился в 1859 году в Виллетоне. Участвовал в качестве геолога в составе третьей из экспедиций Пьера Саворньяна де Бразза в Конго (1883—1885). В 1895—1898 годах исследовал территорию между реками Ояпок и Арагуари в Южной Америке, которую оспаривали Франция и Бразилия, является автором многих фотографий Гвианы.
Основную часть своей карьеры был колониальным администратором в Африке: в Конго (1899—1900), Дагомее (1901—1906), Кот-д’Ивуаре (1907—1909) и Мадагаскаре (1911—1920). За свою службу был удостоен звания кавалера Ордена Почётного легиона.
В честь Жоржа Бруссо назван музей в Пуэнт-Нуаре (Республика Конго).

## Публикации

### Поэзия
- Amour et printemps, suivies des Potentats (anathème), 1879.
- Par amour et par orgueil, 1899.
- Vers la Mort, 1901.

### Результаты исследований
- Les mines d’or et la question d’Awa // Bulletin de la Société de Géographie, 1889.
- Le territoire contesté franco-brésilien // Le Tour du monde, 1899, p. 588-600.
- Les richesses de la Guyane française et de l’ancien contesté franco-brésilien, onze ans d’exploration, 1901.
- Les Conditions de la vie en Guyane, 1901.
- Ghézo et ses Amazones // Journal des voyages[фр.], 1904, № 399, p. 130-144.
- Le Pays Sihanaka et le bassin du lac Alaotra. Rapport à M. Hubert Garbit, gouverneur général de Madagascar et dépendance, 1915.
- Souvenirs de la mission Savorgnan de Brazza, 1925.